# Curitiba scheerpeltzi
Curitiba scheerpeltzi là một loài bọ cánh cứng trong họ Cerambycidae.